# جان ديسبو
جان ديسبو (بالفرنسية: Jean Despeaux)‏ (22 أكتوبر 1915 – 25 مايو 1989) هو ملاكم فرنسي راحل، مثّل بلاده في الألعاب الأولمبية الصيفية 1936.

## روابط خارجية
- جان ديسبو على موقع IMDb (الإنجليزية)

جان ديسبو على موقع بوكس ريك (الإنجليزية) (registration required)
- جان ديسبو على موقع أوليمبيديا (الإنجليزية)